# Universal Masters Collection
Universal Masters Collection är ett musikalbum från Anthrax. Det släpptes 27 september 2001.

## Låtlista
1. Madhouse
2. A I R
3. Armed And Dangerous
4. I Am The Law
5. I'm The Man '91
6. Make Me Laugh
7. Antisocial
8. In My World
9. Got The Thing
10. Keep It In The Family
11. Bring The Noise
12. Indians
13. Efilnikufesin
14. Hb Red
15. Pipeline